# Oahu-amakihi
De Oahu-amakihi (Chlorodrepanis flava; synoniem: Hemignathus flavus) is een zangvogel uit de familie Fringillidae (vinkachtigen).

## Verspreiding en leefgebied
Deze soort is endemisch op Oahu, een eiland van Hawaï.